# Marcus-Necker-Rücken
Der Marcus-Necker-Rücken (englisch Marcus-Necker Ridge) ist ein ozeanischer Meeresrücken im nordwestlichen Pazifik zwischen dem Nordpazifischen Becken im Norden und Osten, dem Marianenbecken im Süden und dem Marianengraben im Westen.
Das Gebiet bildet ein riesiges, auf dem Grund des Ozeans liegendes Gebirgsland. Es wurden 16 Berge (Seamounts) bestimmt, deren Höhe 4000 m über Grund erreicht, und mehr als 80 Berge, die im Bereich zwischen 2000 und 3000 m liegen.
Der Name wurde von zwei Inseln abgeleitet, welche die Dimensionen des Seegebietes verdeutlichen: Die westliche Grenze bildet die zum Staatsgebiet von Japan gehörende Marcusinsel (japanisch Minami-Torishima), die östliche Grenze markiert die winzige Insel Necker Island (hawaiisch Mokumanamana), die zur Westgruppe der Hawaii-Inseln der USA gehört.
Das Seegebiet des Marcus-Necker-Rücken wurde seit dem International Geophysical Year (1957–1958) intensiv durch ozeanographische Institute der USA, Japans und der Sowjetunion erforscht. Die Tiefseeforschung war möglicherweise ein Vorwand für die sowjetische Marine, mit einer Vielzahl von Forschungsschiffen und Unterseebooten in dieser strategisch bedeutsamen Region westlich von Hawaii präsent sein zu können.
Von offizieller Seite wurde auch auf die wirtschaftliche Bedeutung der Erforschung der Fischbestände in der Tiefseeregion für die pazifische Fischfangflotte der Sowjetunion verwiesen.